# Burg Kumamoto

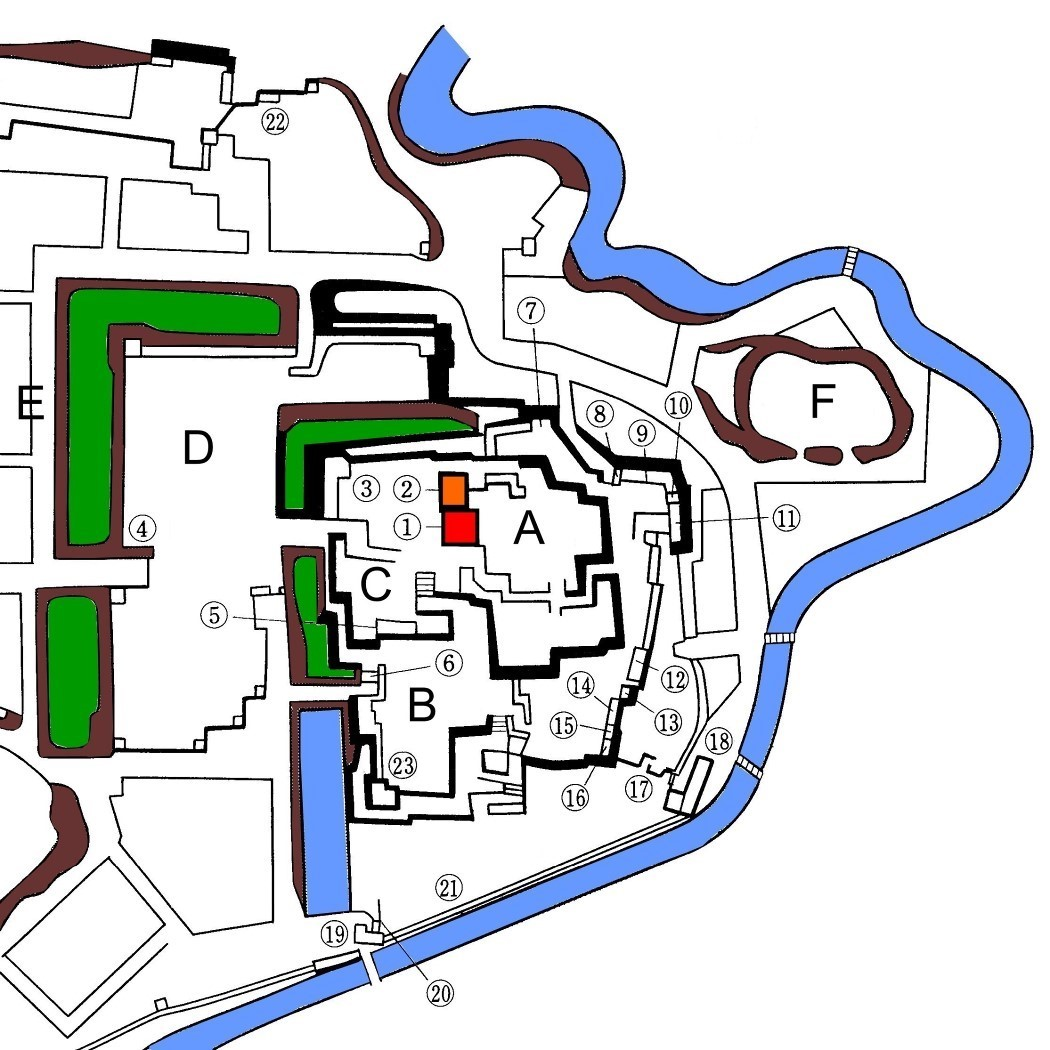
Plan der Burg. Rot/Orange: Burgturm,
Blau: Gewässer, Grün: Wasserlose Gräben,
Braun: Erdwälle. (Weitere Angaben: s. Text)

Die Burg Kumamoto (jap. 熊本城 Kumamoto-jō) befindet sich in der Stadt Kumamoto in Japan und wurde zu Beginn der Edo-Zeit unter Katō Kiyomasa (加藤清正) von 1601 bis 1607 errichtet. Sie zählt neben der Burg Matsumoto und der Burg Himeji zu den Nihon sanmeijō (日本三名城, dt. „drei bedeutsamen Burgen Japans“) und trägt den Beinamen (銀杏城 Ginnan-jō, dt. „Ginkgonuss-Burg“), da der Legende nach Katō Kiyomasa beim Bau der Burg eigenhändig einen Ginkgobaum gepflanzt haben soll. Der große Ginkgobaum der Burg trägt trotz der während der Satsuma-Rebellion erlittenen Verbrennungen wieder Früchte und ist über 400 Jahre alt.

## Geschichte
Die Burg Kumamoto wurde am Südhang der Kyomachi-Anhöhe (居町坂) am Fuße des Cha-usuyama (茶臼山) angelegt. In der Ōnin-Bummei-Zeit (1467–1487) hat der zum Kikuchi-Klan gehörende Ideta Hidenobu (出田秀信) am Ostfuß eine Burg errichtet, die er Chiba-Burg (千葉城, Chiba-jō) nannte. Dann legte im Jahr 1496 Kanokogi Chikakazu (鹿子木親員; gest. 1559) am Südwesthang eine Burg an, die er Kumamoto (隈本) nannte. Die genaue Lage und Größe ist nicht bekannt, sie wird in dem Bereich, der heute als „Alte Burg“ bekannt ist, vermutet.
1550 griffen die Ōtomo aus der Provinz Bungo die Burg an und besetzten sie. 1587 erhielt Sasa Narimasa (佐々成政; 1536–1588), ein Daimyō unter Toyotomi Hideyoshi, die Burg, wurde aber wegen schlechter Amtsführung, die zum Higo-Volksaufstand (肥後国人一揆, Higo kokujin ikki) führte, im folgenden Jahr abgesetzt, worauf er Seppuku beging. Danach wurde Katō Kiyomasa Burgherr. Er wurde nach der Schlacht von Sekigahara als Herrscher über Bungo bestätigt.
Kiyomasa baute ab 1601 sieben Jahre an der Erweiterung der Burg, die die beiden alten Burgen mit einbezog. Im Süden schützte der Fluss Shirakawa (白川) als äußerer Graben, im Osten der Tsuboigawa (坪井川), im Norden der zum inneren Graben umgewandelte Iserigawa (井芹川), dem ein tiefer, wasserloser Graben vorgelagert war.
1632 wurden die Katō abgesetzt, die Hosokawa übernahmen die Burg und blieben dort die Herren bis zur Meiji-Restauration.

## Die Anlage
Der innerste Burgbereich, das Hommaru (本丸; A), wurde an der höchsten Stelle der Kyomachi-Anhöhe angelegt. Dort steht der außen fünfstöckig erscheinende, innen sechs Stockwerke aufweisende Burgturm (天守閣; 1, Rot), dem ein kleiner Burgturm (außen drei Stockwerke, innen vier Stockwerke; 2, Orange) zur Seite steht. Beide sind auf einer hohen Steinbasis errichtet.
Das Hommaru wird geschützt durch das Nishidemaru (西出丸), das Ni-ni-maru (二の丸; B) und das San-no-maru (三の丸; C). Mit der Fertigstellung der Burg wurde ihre Schreibweise in die heutige – 熊本 – geändert.

### Die einzelnen Bauten
Erhaltene Bauten, die als Wichtiges Kulturgut ausgezeichnet wurden, sind fett wiedergegeben. Außerdem sind die Bauten Nr. 6 und 20 erhalten. Die Ziffern beziehen sich auf die nebenstehende Abbildung.
1. Daitenshu (大天守)
2. Shōtenshu (小天守)
3. Der Uto-yagura (宇土櫓) befindet sich nordwestlich des Burgturms und ist ein fünfstöckiges Gebäude in Holzbauweise mit drei Dachgiebeln, errichtet auf einer 20 m hohen Steinmauer. Die Höhe über dem Sockel beträgt 19 m. Bis in die ersten Jahre der Meiji-Zeit gab es insgesamt fünf Yagura in fünfstöckiger Bauweise.
4. Nishiōteyagura-mon (西大手櫓門)
5. Das Sukiyamaru sangai ohiroma (数寄屋丸三階御広間) ist eine in den letzten Jahren aufwändig rekonstruierte Palastanlage.
6. Nishiyagura-mon (西櫓門)
7. Hira-yagura (平櫓)
8. Fukai-mon (不開門)
9. Goken-yagura (五間櫓)
10. Kitajūhachiken-yagura (北十八間櫓)
11. Higashijūhachiken-yagura (東十八間櫓)
12. Gen-no-shin-yagura (源之進櫓)
13. Yonken-yagura (四間櫓)
14. Jūyonken-yagura (十四間櫓)
15. Shichiken-yagura (七間櫓)
16. Tago-yagura (田子櫓)
17. Sudoguchi-mon (那戸口門)
18. Hiraon-yagura (平御櫓)
19. Bagu-yagura (馬具櫓)
20. Hazekata-mon (櫨方聞)
21. Das Nagabei (長塀), wörtlich "Langer Graben" nutzt den Fluss Tsuboigawa (坪井川) als Schutz der langen Mauer im Süden der Burg.
22. Der Iida-yagura (飯田櫓), benannt nach seinem Erbauer, Iida Kakubei (飯田覚兵衛, 1562–1632), wurde im Jahr 2005 wiederhergestellt. Er weist innen fünf Stockwerke auf.
23. Kenmotsu-yagura (監物櫓)

## Das Ende
Im Jahr 1871 wurde auf der Anhöhe Chinzei-Chindai (鎮西鎮台), später in Kumamoto-Chindai umbenannt, die Kommandantur der alten 6. Division errichtet. Dabei wurden im Nishidemaru Wachtürme, Tore und Mauern abgerissen. Die Garnison wurde 1876 im „Shimpuren-Aufstand“ (新風連の乱) von Samurai, die wegen des Verlusts ihrer Privilegien verärgert und fremdenfeindlich eingestellt waren, überfallen, als eine Art Vorspiel zur während Satsuma-Rebellion erfolgten Belagerung der ganzen Burg.
Während der Satsuma-Rebellion 1877 kam es am 21. Februar zu kleineren Scharmützeln an den äußeren Befestigungsanlagen, bevor am darauffolgenden Tag der Großangriff auf die Burg begann. Weder am 22. Februar noch in den darauffolgenden Tagen gelang es den Angreifern, die Burg einzunehmen. Die Kämpfe wurden intensiv geführt, vor allem im Westen, in dessen Folge auch der Schrein Fujisaki Hachiman-gū (藤崎八旛宮) niedergebrannt wurde. Der heftige Widerstand gab den kaiserlichen Truppen Zeit, Verstärkung heranzuführen. So ging am 19. März bei Yatsushiro unter Kuroda Kiyotaka ein kaiserliches Entsatzheer an Land, das die Satsuma-Truppen nun von Süden aus angriff. Am 14. April endete die Belagerung der Burg nach 52 Tagen mit dem Einzug der kaiserlichen Truppen in die uneingenommene Burg. Saigō Takamori soll nach der Niederlage gesagt haben, „er habe nicht gegen die kaiserliche Armee, sondern gegen Katō Kiyomasa verloren.“

## Die Burg heute
1933 wurde die Burg als Nationales Geschichtsrelikt (国史跡, Kuni shiseki) klassifiziert, 1955 wurde sie zur Besonderen historischen Stätte (tokubetsu shiseki) eingestuft, wobei die dreizehn noch im Originalzustand erhaltenen Gebäudeteile zu wichtigen nationalen Kulturgütern. registriert wurden.
Die Wachtürme Higashijūhachiken-yagura und Kitajūhachiken-yagura stürzten am 16. April 2016 beim Kumamoto-Erdbeben ein, das auch Mauern und Dächer schwer beschädigte.

## Die Bauten heute
Der Tenshu (Donjon) ist eine aus Stahlbeton erstellte Rekonstruktion aus dem Jahre 1960, aber viele Nebengebäude sind im Originalzustand erhalten geblieben. Im Jahr 2010 wurde als letztes Gebäude der ehemaligen Burg der Honmaru-goten-Palast in traditioneller Holzbauweise wiederhergestellt. Die Burg hatte in ihrer Hochzeit 49 Türme sowie 18 große und 29 kleine Tore. Die Gesamtfläche betrug 980.000 Quadratmeter bei einem Umfang von 5,3 km. Der Tenshu ist 30,3 m hoch. Eine Besonderheit sind die steilen Steinmauern, die (武者返し mushagaeshi, dt. „Kriegerabwehr“) oder auch Rattenabwehr genannt werden, da es selbst einer Ratte unmöglich sei, die Mauern zu erklimmen.

## Bildergalerie

### Alte Fotografien und die Burg heute

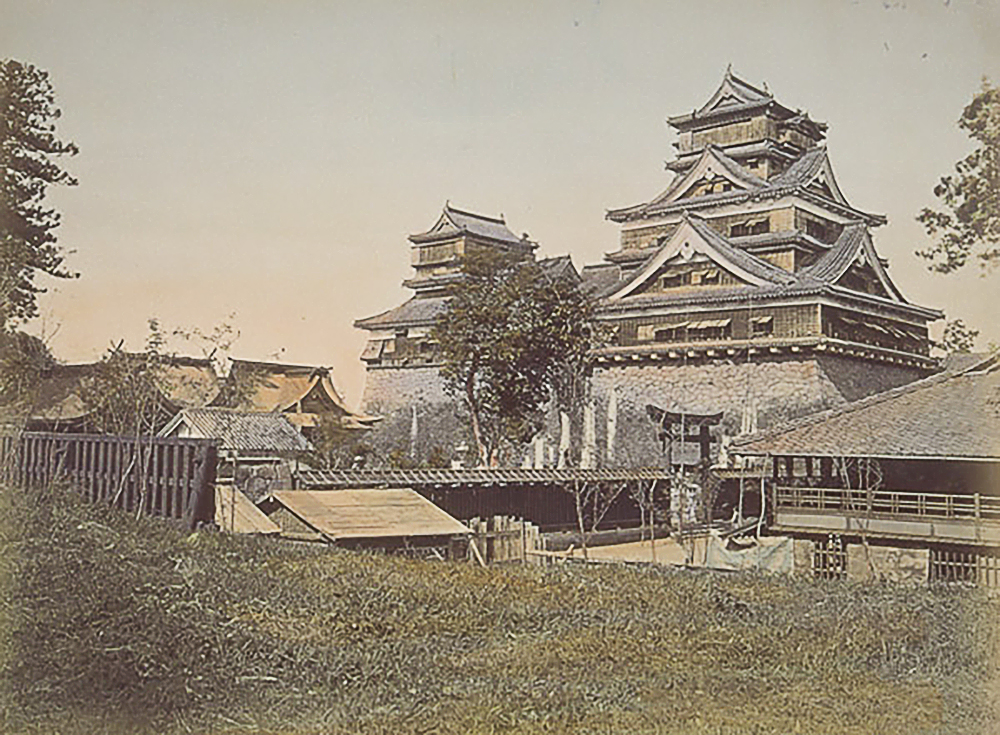
Die Burg 1871–1874
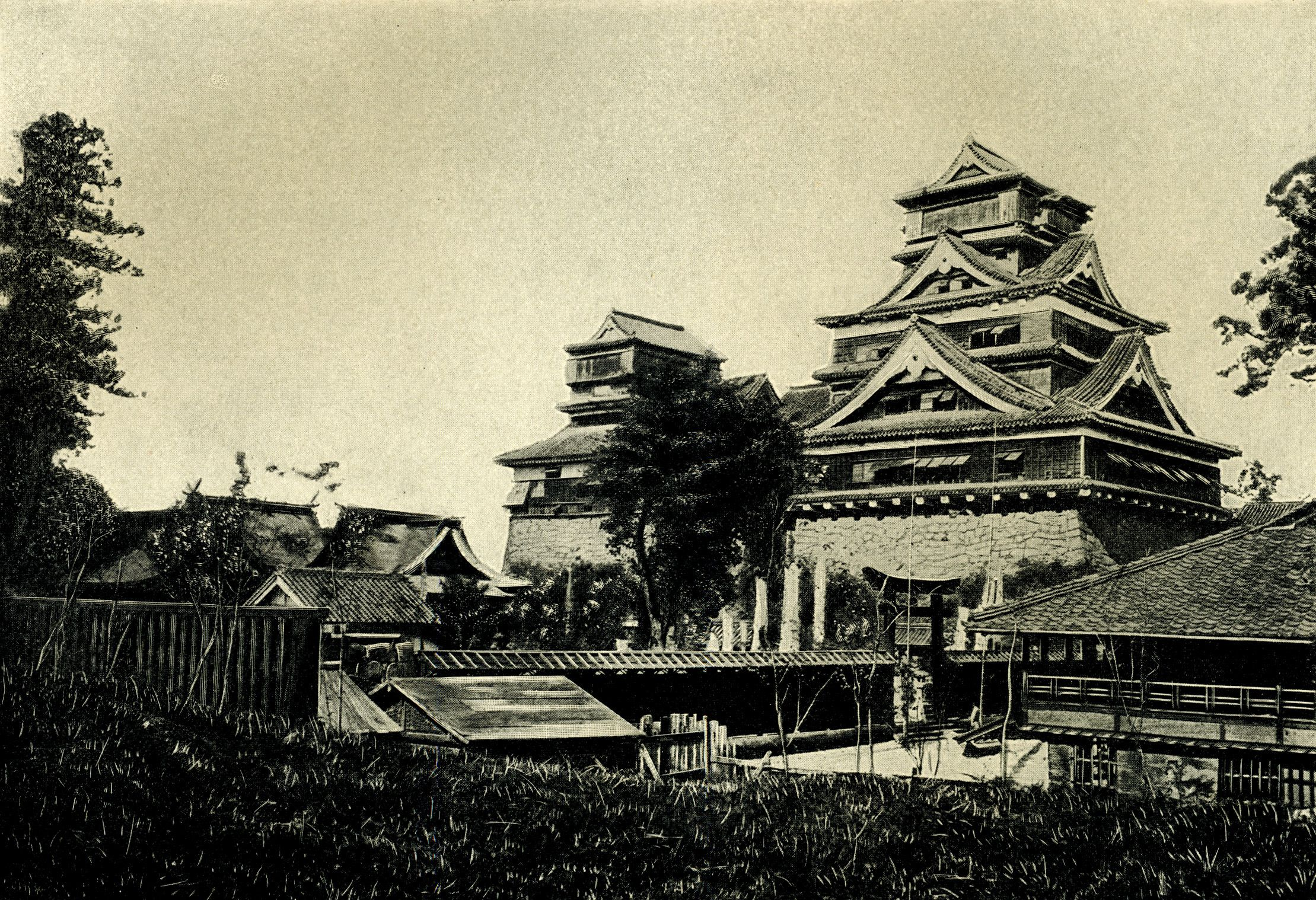
Die Burg 1871–1874[A 1]
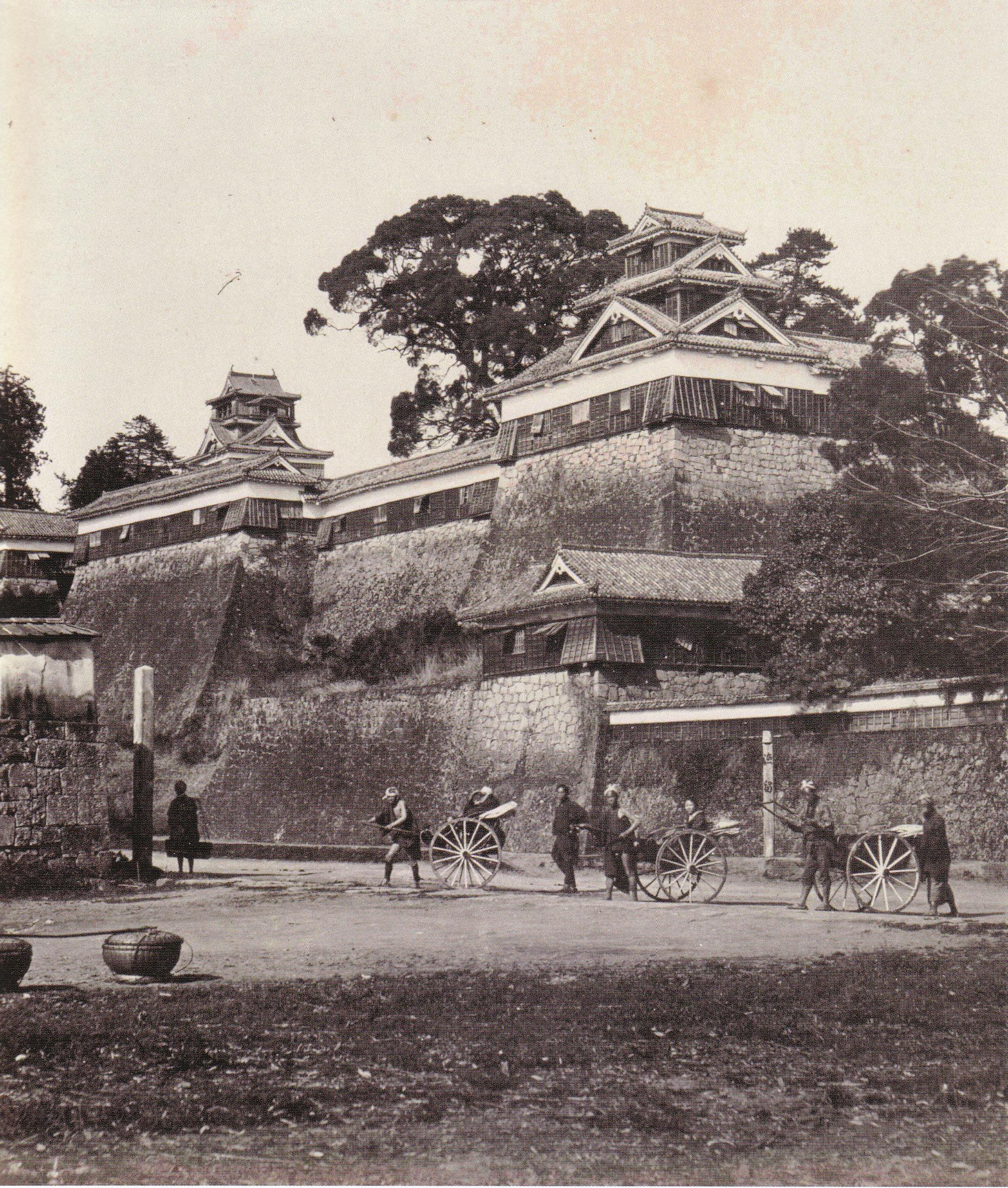
Die Burg 1874
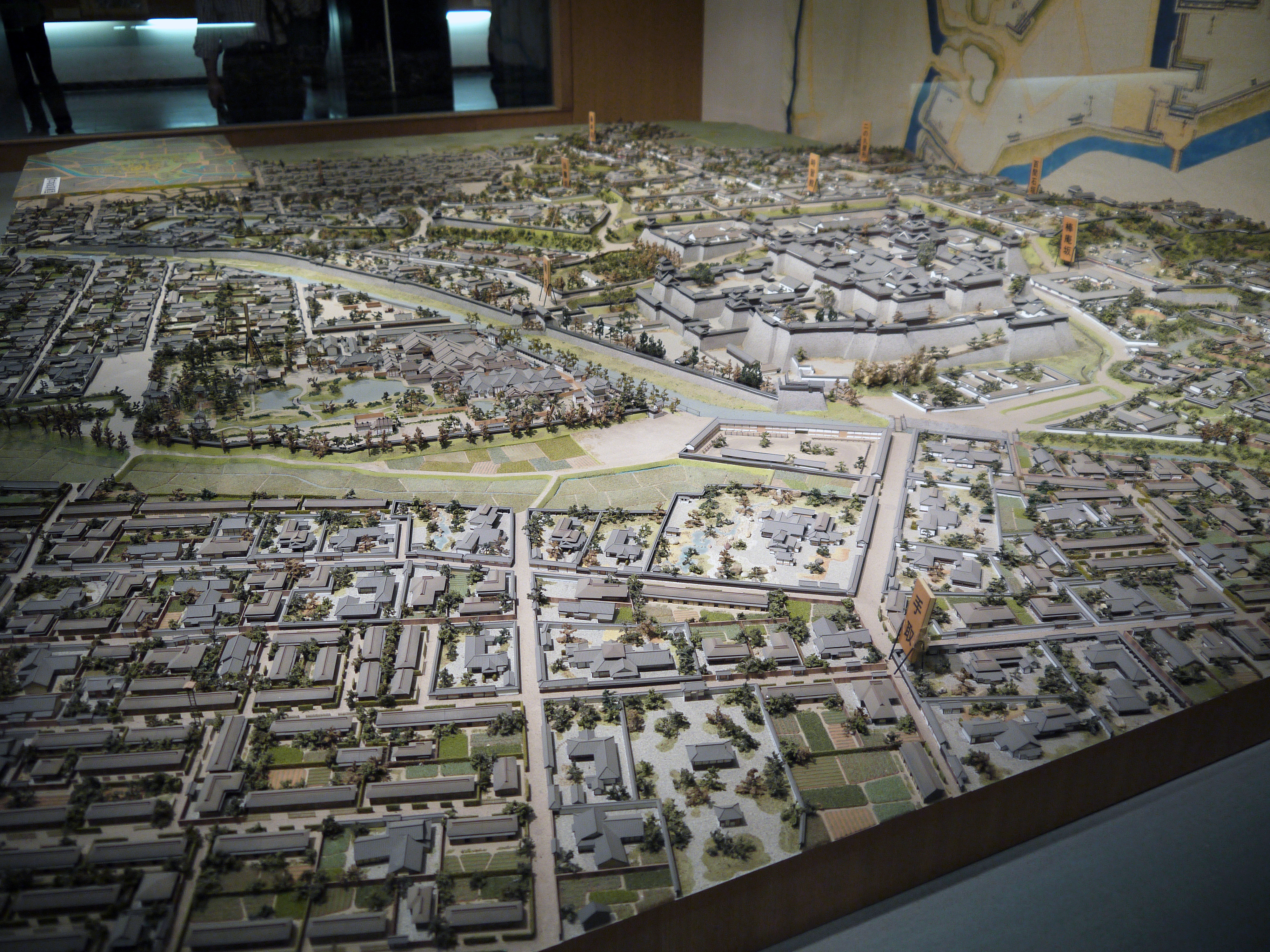
Modell der Burg und Stadt, Edo-Zeit
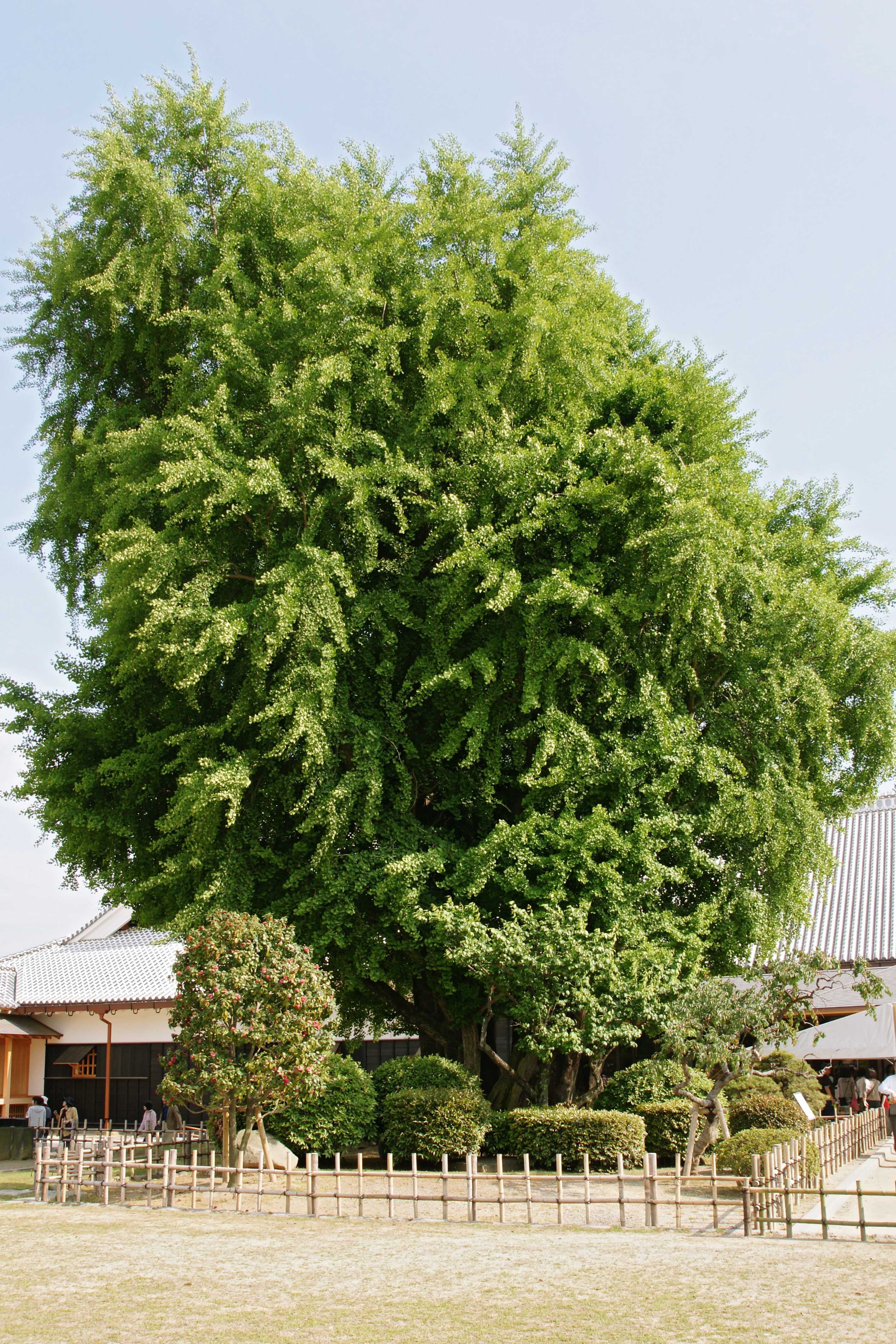
Alter Ginkgo
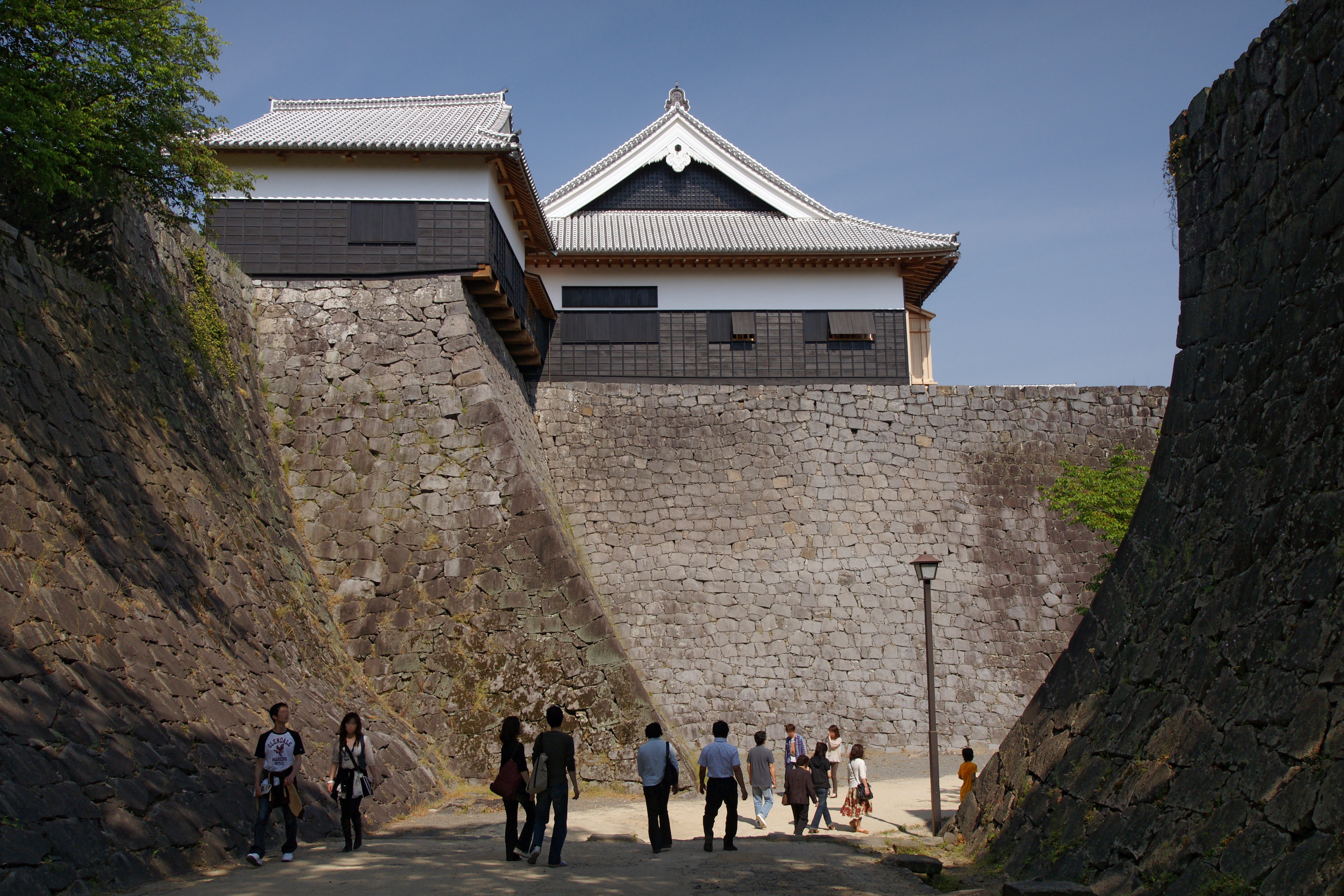
Blick auf die Residenz

### Die Burg heute

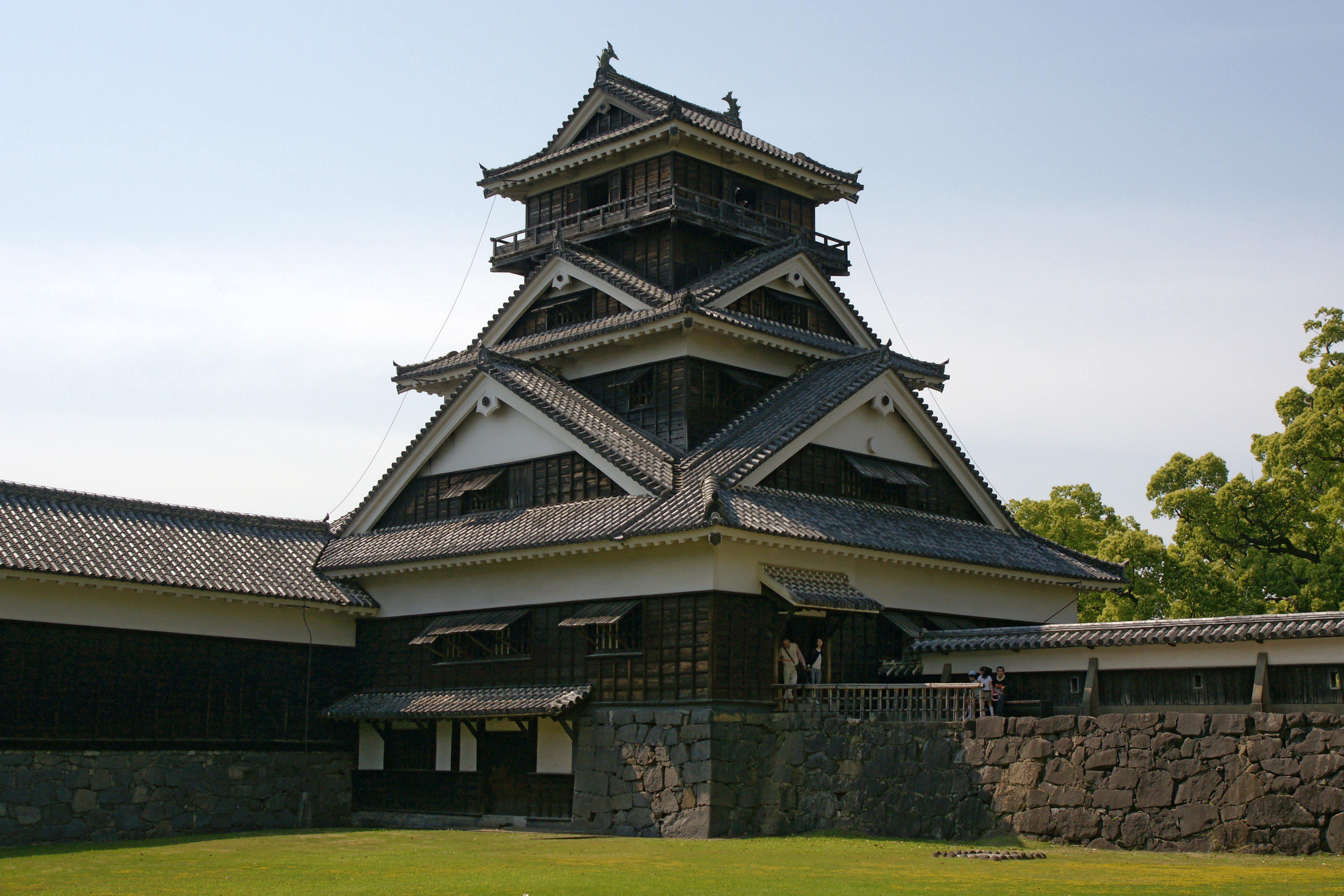
Uto-yagura
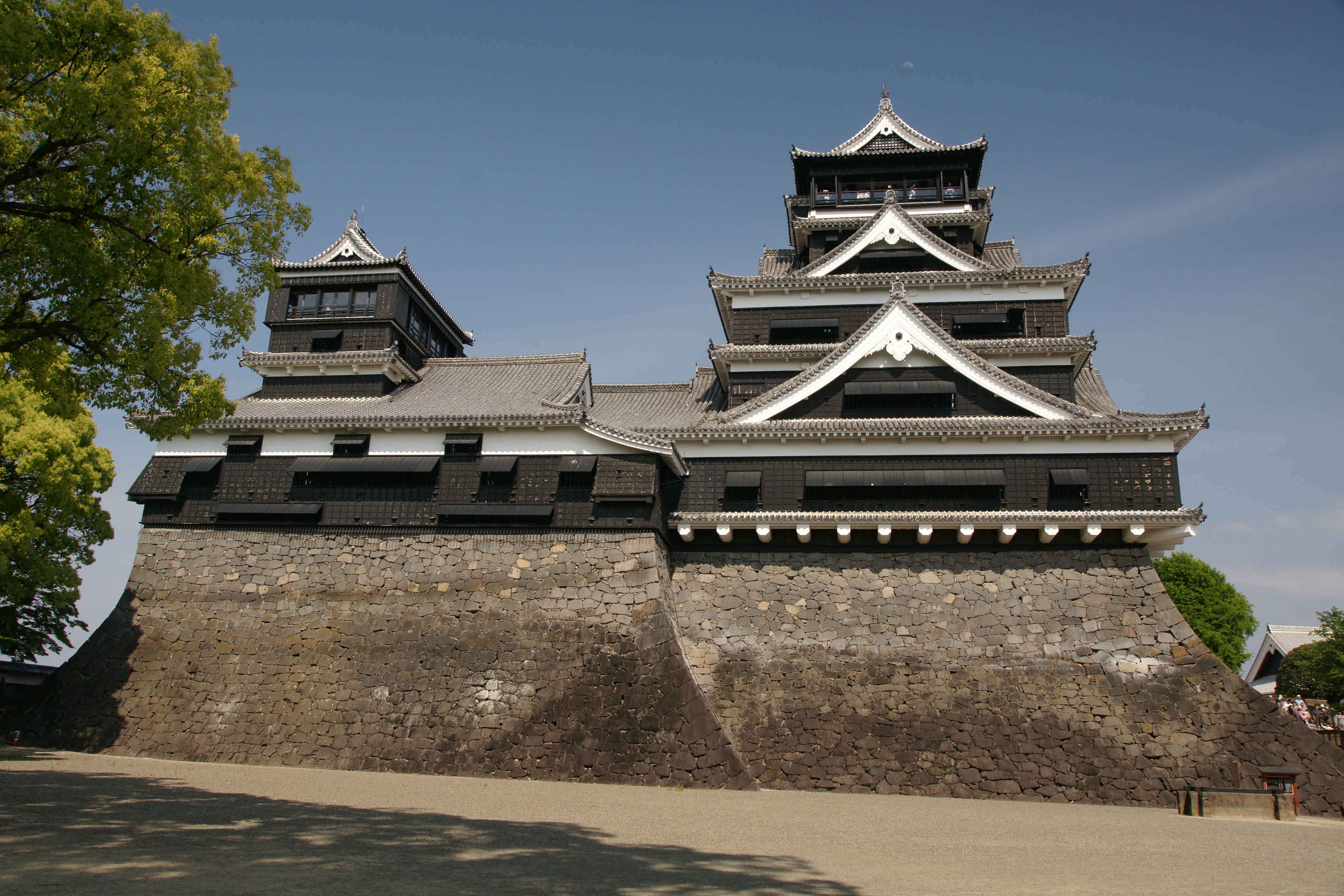
Tenshu
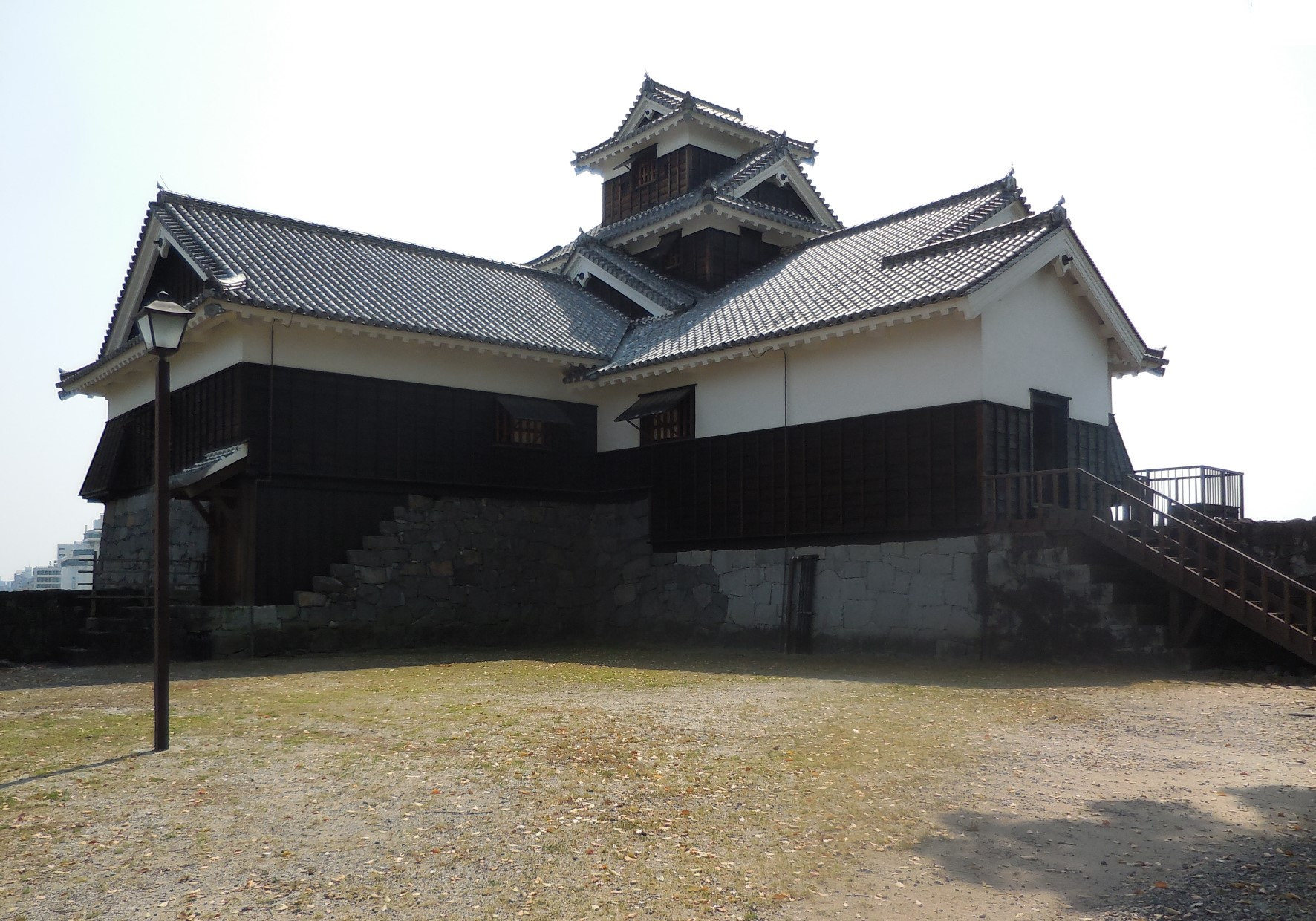
Iida-Wachturm, Innenseite
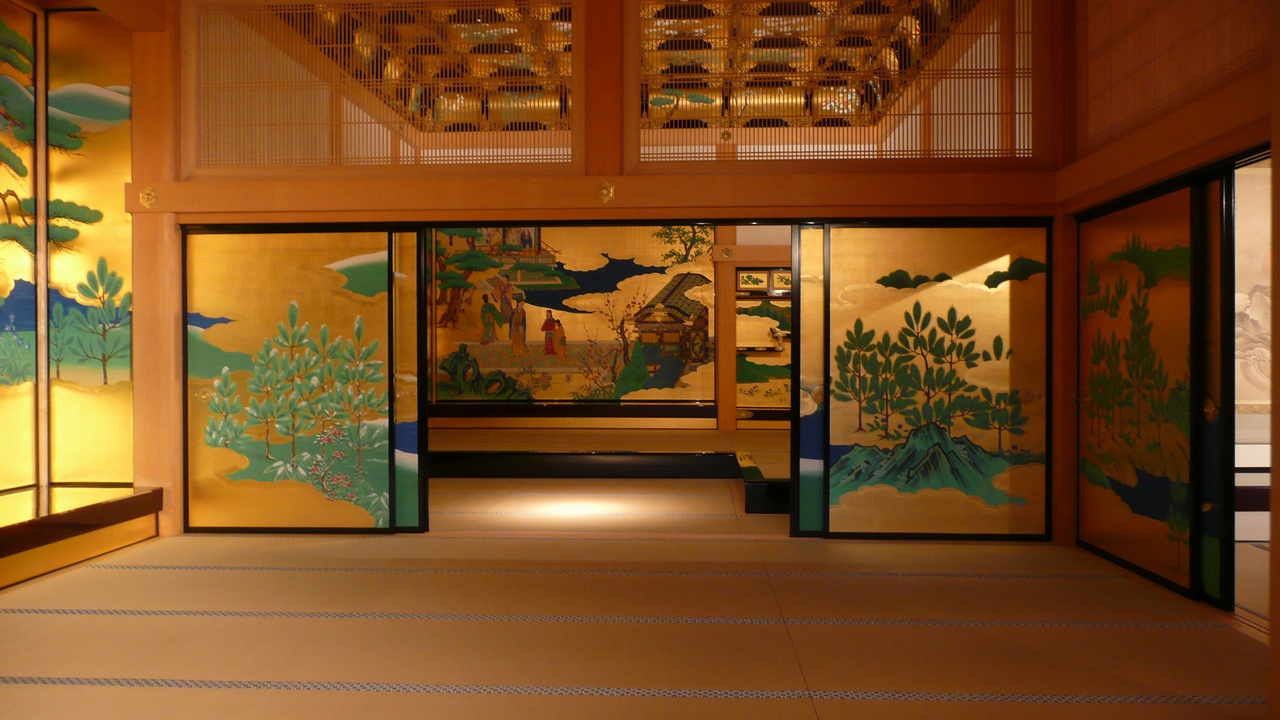
Shōkun no ma im Honmaru-goten Palast
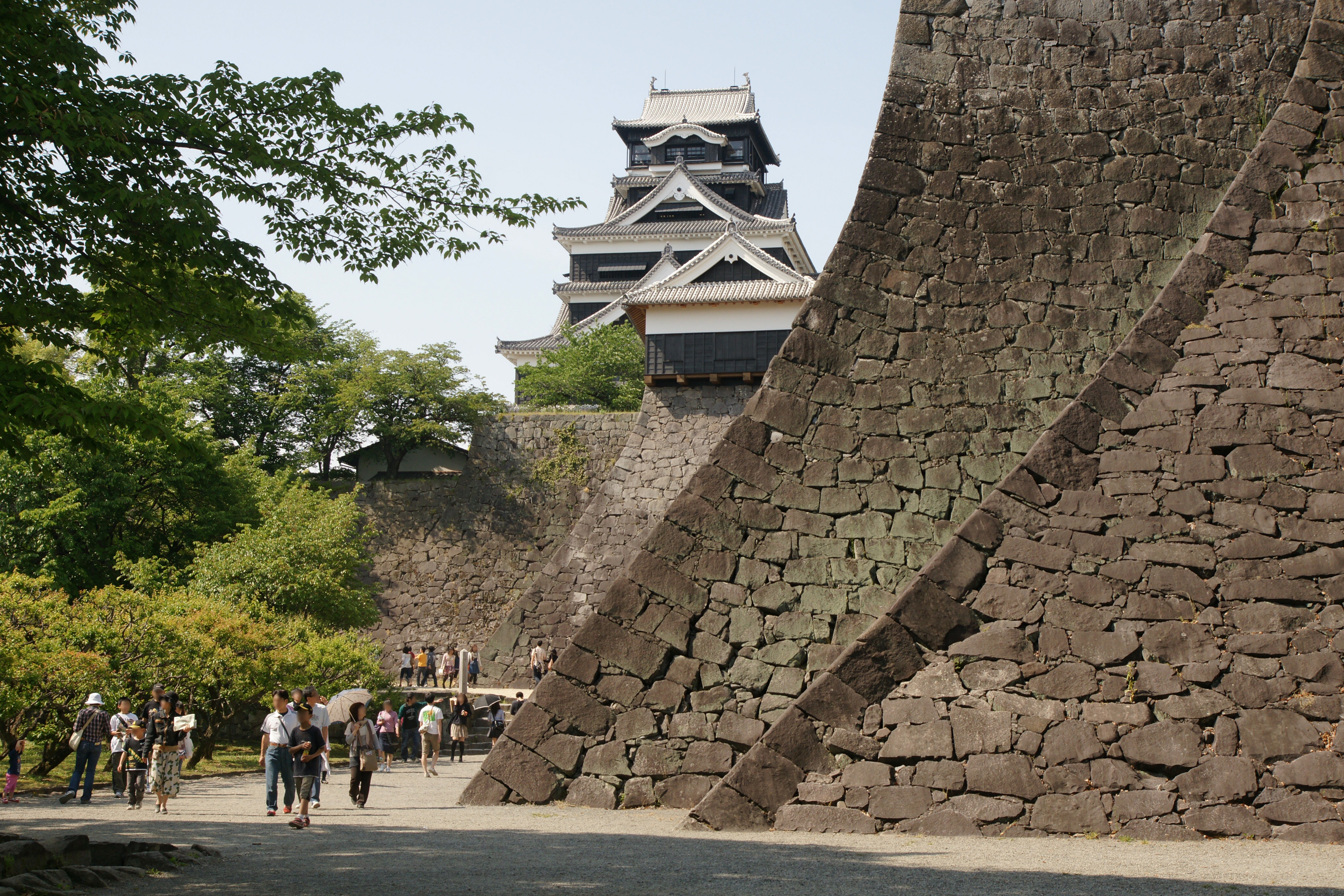
Die Mushagaeshi genannten Steinmauern
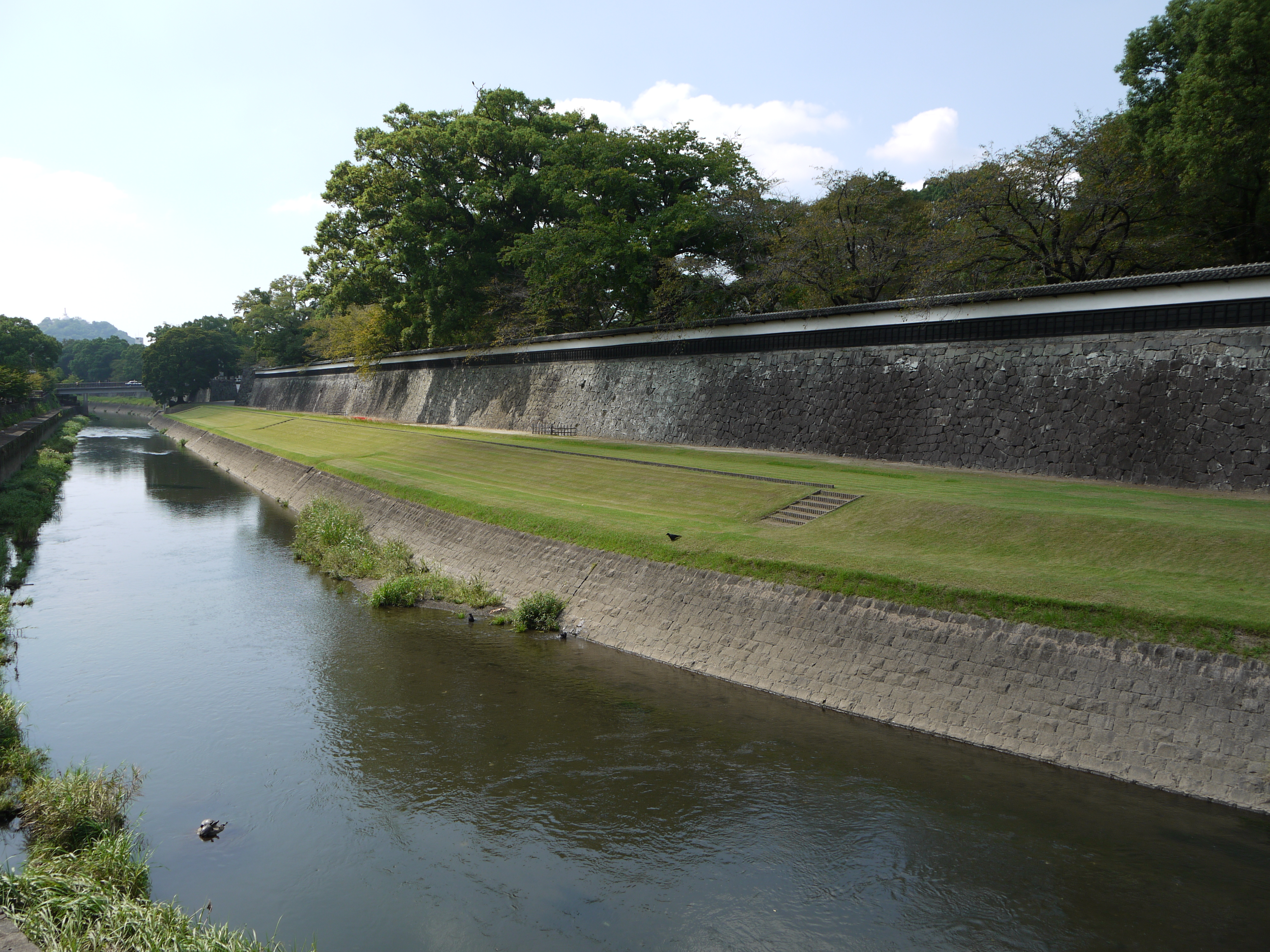
Nagabei